# Друга градска лига Краљево група Морава
Друга градска лига Краљево група Морава је једна од 57 Општинских лига у фудбалу. Општинске лиге су седми ниво лигашких фудбалских такмичења у Србији. Лига броји 10 клубова. Виши ранг је Прва градска лига Краљево.

## Победници свих првенстава
| Сезона   | Бр. клуб. | Првак                   | Бодови | Другопласирани                  | Бодови |
| 2012/13. | 9         | ФК Пролетер, Печеног    | 36     | ФК Реал, Подунавци              | 36     |
| 2013/14. | 8         | ФК Реал, Подунавци      | 38     | ФК Младост Опланићи, Опланићи   | 28     |
| 2014/15. | 8         | ФК Борац, Адрани        | 38     | ФК Јединство Годачица, Годачица | 31     |
| 2015/16. | 9         | ФК Поповићи, Поповићи   | 32     | ФК Јединство, Годачица          | 26     |
| 2016/17. | 9         | ФК Ласта, Витковац      | 50     | ФК Јединство, Годачица          | 34     |
| 2017/18. | 9         | ФК Јово Курсула, Цветке | 44     | ФК Звезда, Чукојевац            | 36     |

## Клубови у сезони 2018/19.
| Клуб              | Место     |
| ----------------- | --------- |
| ФК Младост        | Опланићи  |
| ФК Једниство      | Годачица  |
| ФК Згодачица      | Годачица  |
| ФК Браћа Вуковић  | Лађевци   |
| ФК Магнохром      | Краљево   |
| ФК Милочајац      | Милочај   |
| ФК Стара Чаршија  | Краљево   |
| ФК Морава         | Мрсаћ     |
| ФК Милаковац 2018 | Милаковац |
| ФК Слога          | Обрва     |